# داوید بیسبال
داوید بیسبال (اسپانیایی: David Bisbal‎؛ زادهٔ ۵ ژوئن ۱۹۷۹) خواننده، ترانه‌سرا و بازیگر اهل اسپانیا است. وی از سال ۲۰۰۱ میلادی تاکنون مشغول فعالیت بوده‌است. وی فرزند قهرمان بوکس اسپانیا خوزه بیسبال است.
او تا کنون ۵ آلبوم موسیقی منتشر کرده‌است که همگی بر صدر جدول بهترین آلبوم‌های موسیقی اسپانیا ایستادند. وی ۲ مرتبه در سال‌های ۲۰۰۳ و ۲۰۱۲ میلادی، برندهٔ جایزه گرمی لاتین شده‌است.
از فیلم‌ها یا مجموعه‌های تلویزیونی که وی در آن‌ها نقش داشته‌است، می‌توان به تورنته ۴: بحران مرگبار و بیمارستان مرکزی اشاره نمود.